# Povardarje
Povardarje (makedonski: Повардарие) je zemljopisni, etnografski i administrativno - politički termin koji se rabi kao naziv za središnji dio Republike Makedonije i kotlinu rijeke Vardar.

## Zemljopisne karakteristike Povardarja
Geografski Povardarje obuhvaća tok rijeke Vardar od Derventske klisure i Skopske kotline sve do grada Gevgelije i granice s Grčkom, sa svim pritokama, planinama i klisurama. 
U Povardarju su smješteni sljedeći gradovi; Skopje, Veles, Kavadarci, Negotino, Demir Kapija, Valandovo, Dojran i Gevgelija.
U pradavnoj prošlosti - na prostoru Povardarja, bila su tri jezera, koja su nakon velikih tektonskih promjena istekla u Egejsko more. Na taj način se formirala kompozitna kotlina rijeke Vardar u kojoj se smjenjuju kotline i klisure; Skopska kotlina - Taorska klisura, Veleška kotlina - Veleška klisura, Tikveška kotlina - Demirkapijska klisura, Gevegelijsko - Valandovska kotlina - Ciganska klisura.
Povardarje ima miješanu klimu, od umjerene kontinentalne koja prevladava na sjeveru do gotovo mediteranske koja prevladava na jugu nakon Demirkapijske klisure.
Na blagim brežuljcima Povardarja su najveći makedonski vinogradi, tako da je ono danas sinonim za istoimenu enološku regiju. U Povardarju se nalazi i najveći makedonski arheološki lokalitet - antički grad Stobi.

## Vanjske poveznice
- Vodič kroz Povardarje (engl.)
- Igri od Povardarje s portala Soros organisation  Arhivirana inačica izvorne stranice od 18. veljače 2012. (Wayback Machine)